# Creación (teología)
Creación es un concepto teológico presente en diversas religiones, según el cual el universo fue creado por Dios.

## Según distintos cultos

### Iglesia Católica
Según la teología cristiana, toda la Santísima Trinidad está involucrada en la tarea creativa del universo. Sin embargo, la iniciativa de la creación cubre al Padre.
Actualmente no existe un consenso entre las confesiones cristianas sobre el modo en el cual fue creado el hombre.

### Judaísmo
Como ya se sabe sobre todo en el Génesis de la Biblia, gracias a los muchos comentarios con significado literal y alegórico, simbólico o por medio de parábolas, hasta el significado esotérico de la Kabbalah, también en Mishné Torá Maimonides establece el fundamento de una relación religiosa sana entre el ser humano y la naturaleza:

Amar y temer a este Dios honrado y venerado es un precepto positivo, como expone: “Ama a Hashem, tu Elohim”, y: “Reverencia a Hashem, tu Elohim” ¿Cuál es el camino a seguir para amarLo y temerLe? Cuando el ser humano reflexione sobre Sus grandes y maravillosas acciones y creaciones, y vea en ellas Su inigualable e infinita sabiduría, instantáneamente Lo amará, alabará y exaltará; y anhelará intensamente conocer el Gran Nombre, como dijo David: “Sedienta está mi alma de Hashem, del Elohim viviente”. Cuando medite sobre todo esto inmediatamente recapacitará, temerá y reverenciará (a Hashem), al entender que no es más que una criatura "diminuta, baja y oscura", que se presenta con su pobre y superficial conocimiento ante el Poseedor del conocimiento absoluto, como expuso David: “Cuando veo Tus cielos… ¿qué es el hombre para que lo recuerdes?”. Acorde a dichas ideas explicaré importantes conceptos de las acciones del Amo de los Mundos, a modo de introducción al entendedor para amar a Hashem, como dijeron los Sabios en lo referente al amor: “Así podrás conocer a Quien creó el mundo (sólo) con Su Palabra”...

La mayoría de los judíos sabios entienden los caminos de Dios también a través de la observación de la Creación y las criaturas en ella. Sin embargo, algunos, especialmente los profetas judíos, primero reciben una visión profética y luego la observan en la realidad:

Resulta entonces que Él es el Conocedor, Él es el Conocido y Él es el Conocimiento mismo, todo en una unidad. Este concepto, la boca no tiene capacidad de expresarlo, ni el oído de escucharlo, ni el corazón humano de concebirlo plenamente. Y por eso expone: “jei nafshejá (la vida de tu alma)”, y “Jei paró (por la vida del faraón)”, pero no dice “jei Hashem (por la vida de Hashem)”, sino “jai Hashem (Vive Hashem)”, pues el Creador y Su vida no son dos, como es el caso con los cuerpos vivientes o como la vida de los ángeles. En consecuencia, Hashem no conoce a las creaciones ni las entiende a partir de ellas mismas —tal como las conocemos nosotros— sino las conoce a partir de Sí mismo. Pues dado que Él Se conoce a Sí Mismo, conoce todo, ya que la existencia de todo se basa en Él